# Eisenstein-reeks
In de wiskunde is een Eisensteinreeks, genoemd naar de Duitse wiskundige Gotthold Eisenstein, een speciale modulaire vorm met een expliciete oneindige reeksontwikkeling. Hoewel oorspronkelijk gedefinieerd voor de modulaire groep, kan een Eisensteinreeks gegeneraliseerd worden in de theorie van de automorfe vormen.

## Eisenstein-reeks voor de modulaire groep

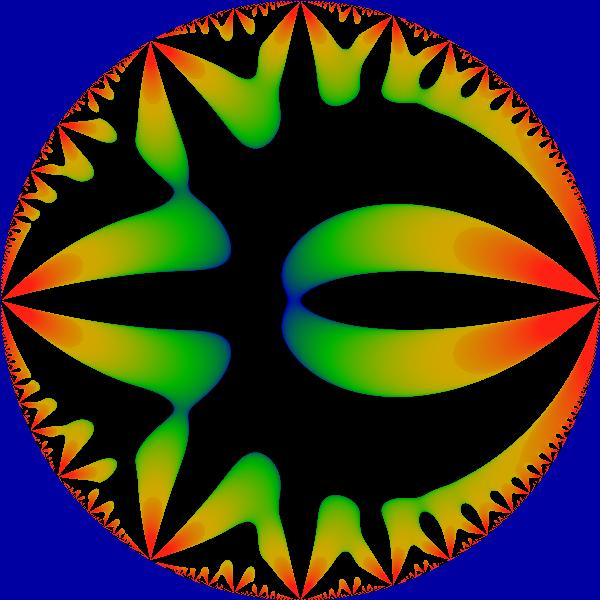
Het reële deel van als een functie van op de eenheidsschijf.

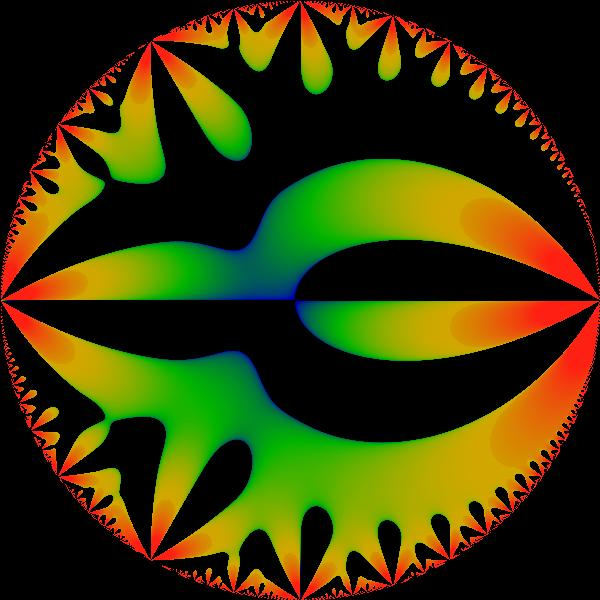
Het imaginaire deel van als een functie van op de eenheidsschijf.

Laat {\displaystyle \tau } een complex getal zijn met een strikt positief imaginair deel. Definieer de holomorfe Eisensteinreeks {\displaystyle G_{2k}(\tau )} met gewicht {\displaystyle 2k}, waar {\displaystyle k\geq 2} een geheel getal is, door de volgende reeks:
{\displaystyle G_{2k}(\tau )=\sum _{(m,n)\neq (0,0)}{\frac {1}{(m+n\tau )^{2k}}}}
Deze reeks convergeert absoluut naar een holomorfe functie van {\displaystyle \tau } in het bovenhalfvlak en zijn Fourieruitbreiding die hieronder wordt gegeven, laat zien dat hij voortgezet kan worden naar een holomorfe functie op {\displaystyle \tau =i\infty }. Het is een opmerkelijk feit dat de Eisensteinreeks een modulaire vorm is. Sterker nog, de belangrijkste eigenschap van de Eisensteinreeks is zijn {\displaystyle SL_{2}(\mathbb {Z} )}-invariantie. 
Expliciet als {\displaystyle a,b,c,d\in \mathbb {Z} } en {\displaystyle ad-bc=1} dan geldt
{\displaystyle G_{2k}\left({\frac {a\tau +b}{c\tau +d}}\right)=(c\tau +d)^{2k}G_{2k}(\tau )}
en {\displaystyle G_{2}} is daarom een modulaire vorm van gewicht {\displaystyle 2k}. Merk op dat het belangrijk is om te veronderstellen dat {\displaystyle k\geq 2}, anders zou het niet zijn toegestaan om de sommatievolgorde te veranderen, en zou de {\displaystyle SL_{2}(\mathbb {Z} )}-invariantie niet behouden blijven. In feite zijn er geen niet-triviale modulaire vormen met gewicht 2. Niettemin kan een analogon van de holomorfe Eisensteinreeks, zelfs voor {\displaystyle k=1}, worden gedefinieerd, ook al zou dit slechts een bijna modulaire vorm zijn.